# Hypalastoroides paragiayensis
Hypalastoroides paragiayensis är en stekelart som först beskrevs av Edoardo Zavattari 1911.
Hypalastoroides paragiayensis ingår i släktet Hypalastoroides och familjen Eumenidae. Utöver nominatformen finns också underarten Hypalastoroides paragiayensis  singularoides.